# Oikeiosis
Oikeiosis (altgriechisch οἰκείωσις, von οἰκειοῦν oikeioun „zu eigen machen, zum Freund machen, befreunden“), deutsch etwa „Zueignung“ oder „Selbsterhaltungstrieb“, ist ein Grundbegriff der Philosophie der antiken Philosophenschule der Stoa.
Oikeiosis wird gemeinhin verstanden als ein „Prozeß, durch den ein Lebewesen schrittweise seiner selbst inne und dadurch mit sich selbst vertraut und einig wird“. „Die Relation des geneigten Gerichtetseins auf sein eigenes Sein wird nicht konstituiert durch eigene Zwecksetzung oder Wahl – es ist aller Erfahrung und jedem Entschluß vorgeordnet –, sondern wird gestiftet durch die schöpferische Universalnatur“. Im römischen Stoizismus greift Seneca die Theorie der „Oïkéiosis“ wieder auf, die er mit conciliatio (Aneignung) oder sui amor (Selbstliebe) ins lateinische übersetzt. Er definiert den Begriff als die natürliche Tendenz aller Lebewesen, sich selbst zu erhalten. Sui amor ist nicht nur ein „Selbsterhaltungstrieb“, sondern eine Liebe zur rationalen Natur des Menschen. Sie stellt den Gebrauch der Tugend über das Überleben des eigenen Körpers.
Die Oikeiosislehre dient der Begründung der stoischen Ethik. Tugend heißt für die Stoa, mit rechter Vernunft der eigenen und der universalen Natur entsprechend zu leben. Durch ein „derartiges Leben, durch das die Menschen […] ihre artspezifische Natur erfüllen und vollenden […] [können sie] eben dadurch unter allen Wesen im Kosmos den größten Beitrag zu der besten Selbstbewahrung und Selbstgestaltung der kosmischen Natur leisten“.
Zu den wichtigsten Quellen des Oikeiosis-Konzepts gehören Schriften Ciceros (besonders De finibus bonorum et malorum), Diogenes Laertius’ und Hierokles’. Der Begriff traf mit Beginn der Neuzeit im Rahmen der Neurezeption der Stoa auf gesteigertes Interesse (z. B. im Rahmen aufkommender Konzepte von „Selbsterhaltung“).

## Interpretation
Anfang des 21. Jahrhunderts wurde die Oikeiosislehre aus der Sicht der Soziobiologie von Robert Bees neu beleuchtet. Bees versuchte in seiner Tübinger Habilitationsschrift von 2001 nachzuweisen, dass die vorliegenden Deutungen der Oikeiosis auf einem Übersetzungsfehler beruhen würden: Da das Verbum oikeiousthai keine mediale, sondern eine passive Form sei, handle nicht der Mensch als Subjekt (indem er sich selbst irgendetwas zueignen würde), sondern die Natur, die für die Stoiker ein göttliches mit Vernunft begabtes Lebewesen ist. Der Mensch werde insofern von der Natur bestimmten Objekten „zugeeignet“, sich selbst, seinen Nachkommen und seinen Mitmenschen: „Oikeiosis ist ein angeborener Mechanismus, der eine (instinktive) Hinwendung zu etwas bewirkt, das per definitionem ‚eigen‘, d. h. der Natur angemessen ist, in dem Sinne, daß die ausgelöste Handlung der Erhaltung des Individuums und der Art nützt. Stoische Oikeiosis bezeichnet eine genetische Programmierung […] des Verhaltens, die die Anweisungen zur Liebe zu sich selbst, zu den Nachkommen und zu den Mitmenschen (daraus resultierend zum jeweiligen Streben nach deren Erhaltung) gibt. Zu unterscheiden sind drei Formen der Oikeiosis, die sich nach ihren Bezugspunkten in Egoismus und Altruismus gliedern lassen“. Bees kommt zu dem Ergebnis: „Die Oikeiosis beschreibt keinen Prozeß der Selbsterkenntnis, beschreibt, wenngleich Voraussetzung für das Erreichen des Telos, keine sittliche Handlung. Sie steht für eine genetische Programmierung des Verhaltens, die Auslösung von Trieben aufgrund einer pränatalen Disposition, die die göttliche Allnatur im Menschen wie in allen Lebewesen angelegt hat. In klarer Übereinstimmung mit dem Modell der modernen Soziobiologie ist durch drei Formen der Oikeiosis das Wirkungsgefüge erfaßt, in dem das Überleben von Individuum und Gesellschaft gewährleistet wird“. Das Ziel, so Bees, ist die Selbsterhaltung des Kosmos, der für die Stoiker ein Gott ist, der durch das Überleben seiner Geschöpfe selbst überlebt.
Der These der Arbeit von Bees stand bereits vor ihrer Veröffentlichung (2004) die These der Arbeit von Chang-Uh Lee (2002) entgegen, die Oikeiosis sowohl transitiv als auch intransitiv, d. h. sowohl im Sinne einer Ausrichtung der Lebewesen durch die Allnatur mit dem Ziel der Selbsterhaltung und Selbstentfaltung des Kosmos als auch im Sinn einer Ausrichtung des Menschen zur (stufenweisen) Selbstaneignung mit dem Ziel der Selbsterhaltung und Selbstentfaltung seiner Vernunft zu verstehen. So gesehen ist sowohl die Allnatur als auch der Mensch Subjekt der Oikeiosis. Die unterschiedliche Interpretation hat Konsequenzen grundsätzlicher Art für das Verständnis der stoischen Ethik. Während „für die gesamte stoische Ethik“ nach Bees gilt: „Was die Vernunft des Erwachsenen zu leisten hat, ist dem Naturtrieb seine Zustimmung zu geben“, ist in der Sicht der Stoa nach Lee und Forschner der Mensch nach vollendeter Oikeiosis vernünftiger und selbstmächtiger „Gestalter seiner Triebe“.
Die These von Bees stellt bislang im Rahmen der Stoa-Forschung eine Sondermeinung dar.